# آسپاس
آسپاس (اقلید)، روستایی از توابع بخش سده شهرستان اقلید در استان فارس ایران است. این منطقه مسکونی در ۱۵۰ کیلومتری شمال شرقی شیراز قرار دارد. ساکنین امروز آسپاس از اقوم لر ایران می‌باشند.

## نامگذاری
آسپاس واژه ای کهن بمعنای تک نگهبان می باشد که از دو بخش آس (تک و یگانه)  +  پاس (نگهبان و پاسدار) تشکیل شده است. 
علت نامگذاری:
آسپاس دشت پهناوری است که چهار طرف دور تا دور آن را کوههای زاگرس احاطه کرده اند، از سمت شرق از طریق کوه گردنه خرسی به پاسارگاد و شهر باستانی پارسه متصل میشود. پاسارگاد روزگاری پایتخت امپراطوری بزرگ هخامنشیان بوده از این رو نگهبانی و محافظت از پاسارگاد و اطراف آن از حساسیت و اهمیت بالایی برخوردار بوده است. دشت آسپاس که چسبیده به پایتخت امپراطوری هخامنشی بوده بخاطر موقعیت طبیعی و جغرافیایی خاصش تنها با یک پاسدارخانه یا برجک نگهبانی که در بالاترین نقطه آن دشت بوده (بالای کوه شهرآشوب) محافظت و نگهبانی میشده است به همین خاطر اینجا را آسپاس یا تک نگهبان نامیده اند.

## جمعیت
این روستا در دهستان آسپاس قرار دارد و براساس سرشماری مرکز آمار ایران در سال ۱۳۸۵، جمعیت آن ۲٬۰۶۹ نفر (۴۸۱خانوار) بوده‌است.